# Дро
Дро (італ. Dro, вен. Dro) — муніципалітет в Італії, у регіоні Трентіно-Альто-Адідже,  провінція Тренто.
Дро розташоване на відстані близько 470 км на північ від Рима, 19 км на південний захід від Тренто.
Населення — 4884 особи (2014).
Покровитель — S. Antonio (Dro), Santi Pietro e Paolo (Ceniga), S. Lucia (Pietramurata).

## Демографія
Населення за роками:

Станом на 1 січня 2023 року в муніципалітеті офіційно проживало 375 іноземців з 45 країн, серед них 96 громадян країн Євросоюзу та 27 громадян України.

## Сусідні муніципалітети
- Арко
- Мадруццо
- Каведіне
- Дрена
- Ломазо